# Ainoa (centre commercial)
Ainoa est un centre commercial du quartier de Tapiola  à Espoo en Finlande .

## Présentation
Le centre commercial compte cinq étages et environ 100 magasins, dont plus de 30 sont des restaurants ou des cafés.
Les principaux locataires sont Stockmann, K-Supermarket, Alko, H&M, Stadium et Clas Ohlson.

## Transports
Le Länsimetro a été achevé en novembre 2017, et depuis Ainoa est directement relié à la station de métro Tapiola et au terminal de bus Merituulentie.
Le parking de 2 000 places de Tapiola a été ouvert en deux étapes en 2013 et 2016,.
Ainoa est aussi relié à un garage à vélos couvert.

## Galerie

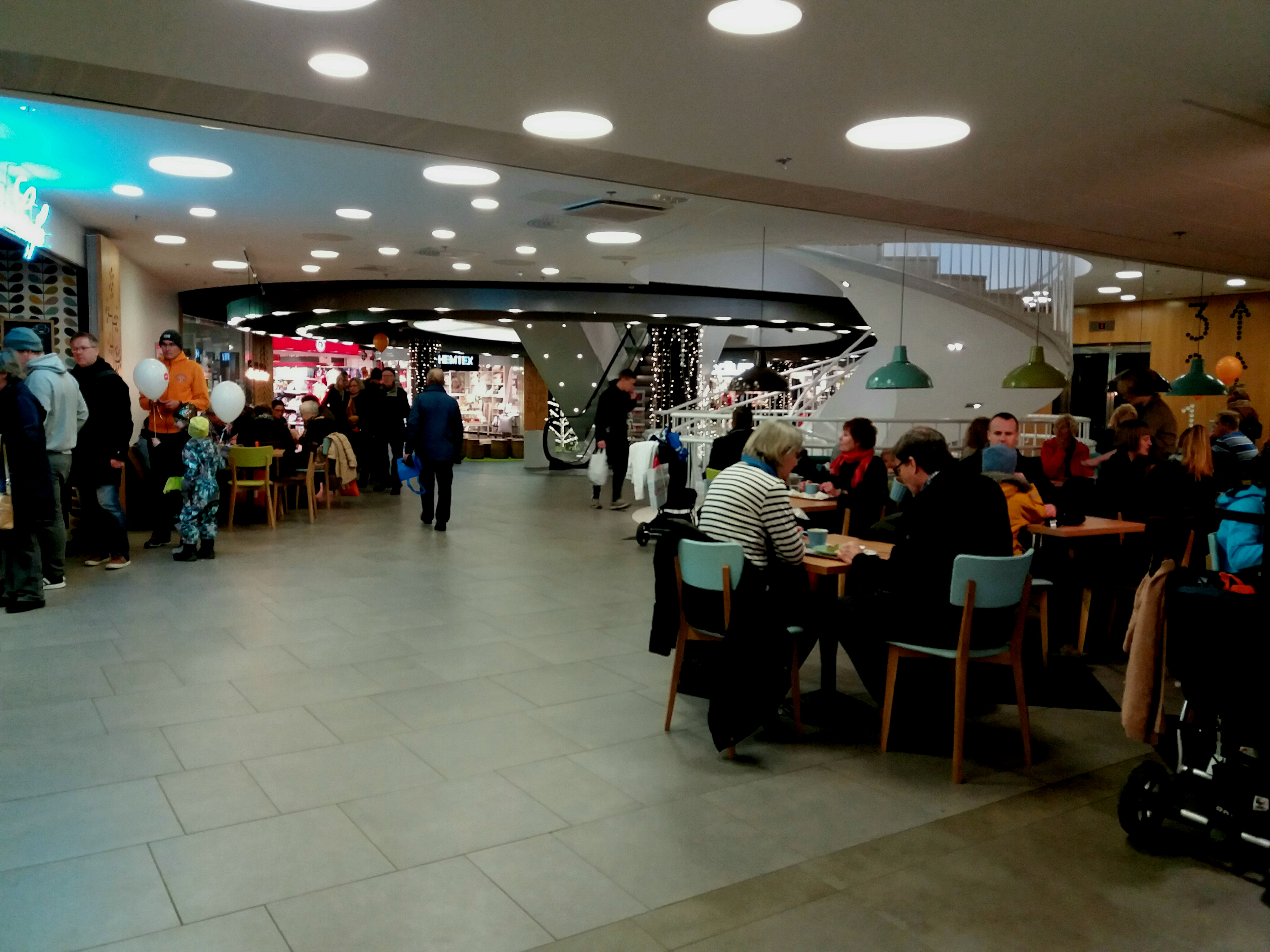
Ainoa, premier niveau.
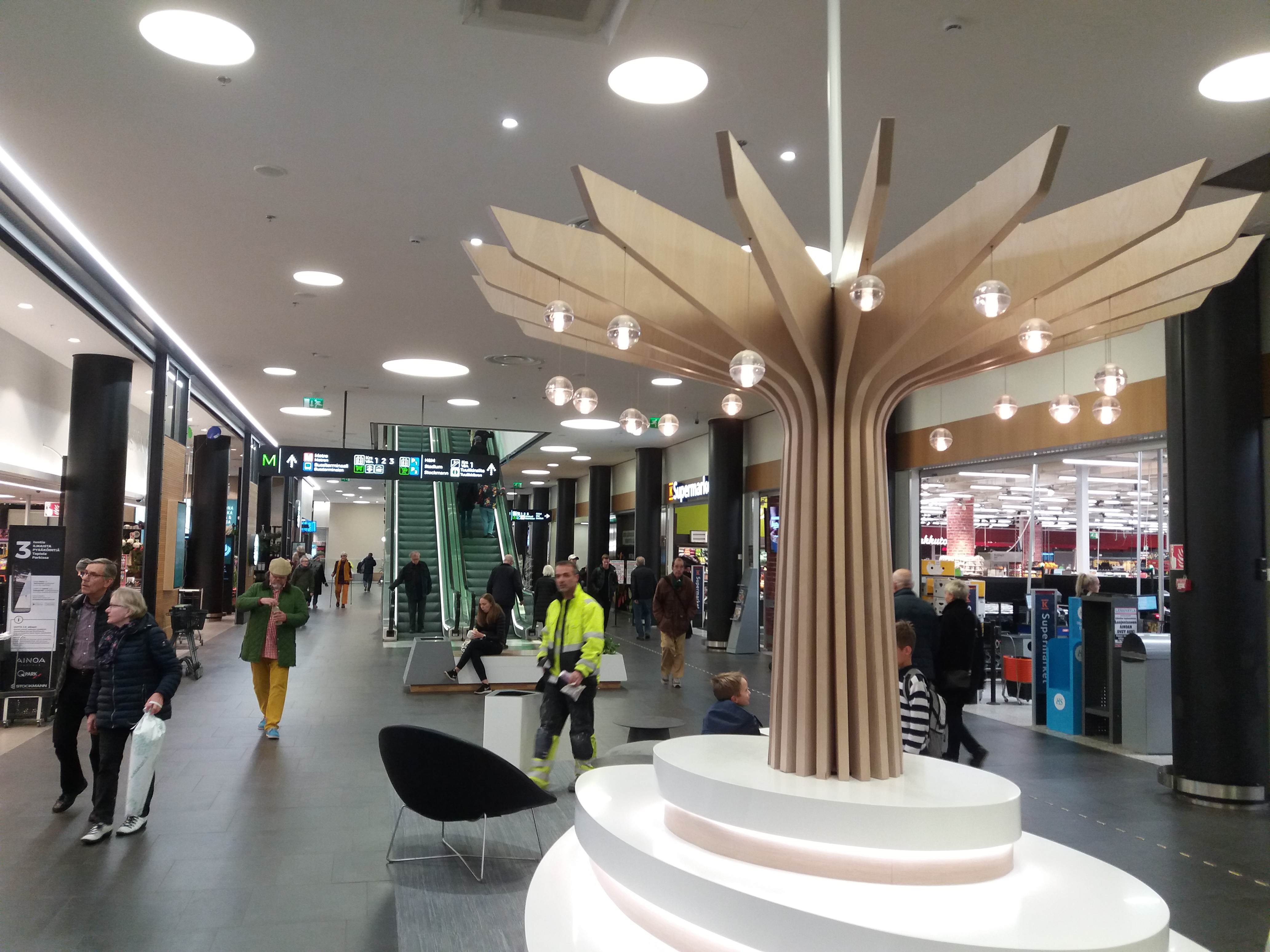
Ainoa, niveau M.
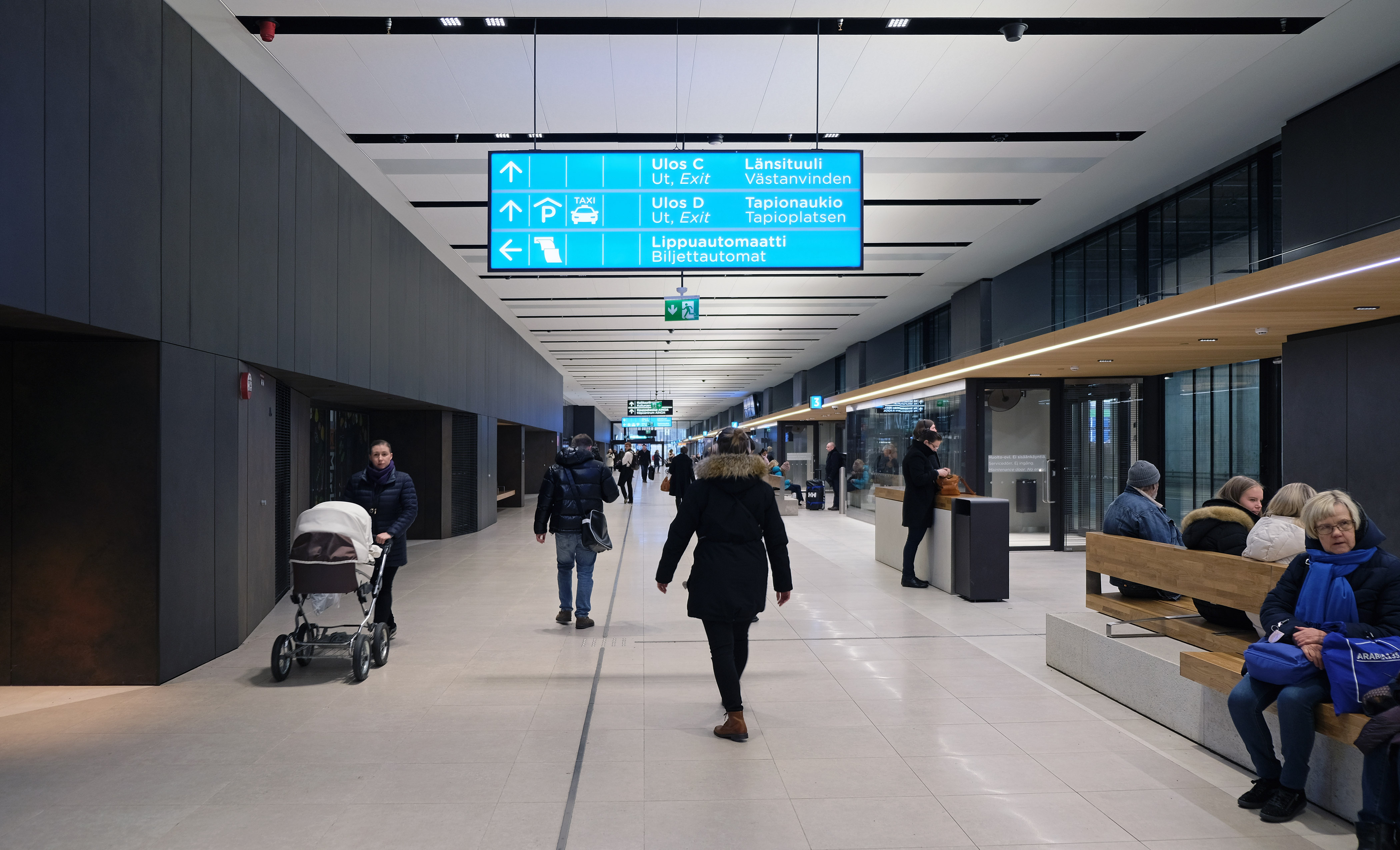
Terminal de bus de Merituulentie.